# Alejandro (emperador bizantino)
Alejandro (870-913), tercer hijo del emperador Basilio I, emperador romano de Oriente (912-913). A diferencia de su hermano León VI, su ascendencia paterna no fue disputada entre Basilio I y Miguel III, porque nació años después de la muerte de Miguel.
Alejandro había sido nombrado coemperador durante el reinado de su hermano León VI, alrededor de 879. Tras la muerte de León en 912, Alejandro se convirtió en emperador y regente del hijo de León, Constantino.  Alejandro se deshizo rápidamente de la mayoría de los consejeros de León, incluyendo al almirante Himerio, al patriarca Eutimio, y la emperatriz Zoe Karbonopsina, madre de Constantino VII, a la que encerró en un convento.
Su reinado fue muy breve, pues mientras los búlgaros empezaban a prepararse para la guerra contra el Imperio, Alejandro murió en 913. En su lecho de muerte nombró a Constantino como heredero, que pasaría a ser Constantino VII.